# Дескова Вас
Дескова Вас (словен. Deskova vas) — поселення в общині Чрномель, Південно-Східна Словенія, Словенія. Висота над рівнем моря: 407,9 м.